# マニー・デルカーメン
マニュエル・デルカーメン（Manuel "Manny" Delcarmen , 1982年2月16日 - ）は、アメリカ合衆国マサチューセッツ州ボストン出身の元プロ野球選手（投手）。右投右打。

## 経歴

### プロ入りとレッドソックス時代
2000年のMLBドラフト2巡目（全体62位）でボストン・レッドソックスから指名を受け、8月22日にプロ入り。
2005年7月26日にタンパベイ・デビルレイズ戦でメジャーデビューを果たし、1回1奪三振という結果を残した。シーズンでは全てリリーフで10試合に投げて防御率3.00。
2006年の4月と5月は、合わせて6試合にしか登板できなかったが、6月11日のテキサス・レンジャーズ戦でプロ入り初勝利をマークすると、その後は防御率こそそれほど低くないものの、リリーフ投手として登板する機会が一気に増えた。終わってみれば50試合登板。これはチーム内ではマイク・ティムリン、ジョナサン・パペルボン、フリアン・タバレスに次ぐ4位の数字だった。
2007年は44試合にリリーフ登板し、7月23日のクリーブランド・インディアンス戦では初セーブを挙げた。
2008年はチーム最多の73試合に登板。特に8月19日以降は1失点と好投を続け、ニューヨーク・ヤンキース相手には2年連続で無失点を記録した。
2009年は開幕から11試合連続無失点と序盤は好投を続け、5月にはワシントン・ナショナルズからニック・ジョンソンとのトレードを打診されたが、6月以降に調子を崩し、9月には7イニングで12失点と絶不調に陥り、ポストシーズンのロースターからも外れた。
2010年は8月まで48試合に登板し3勝2敗、防御率4.70、WHIP1.39の投球を続けていた。

### ロッキーズ時代
2010年8月31日にクリス・ベルコムミラーとのトレードでコロラド・ロッキーズに移籍。ロッキーズでは0勝2敗、防御率6.48、WHIP1.92に終わった。12月2日にフリーエージェント(FA)となった。

### ロッキーズ退団後
2011年2月10日にシアトル・マリナーズとマイナー契約を結び、スプリングトレーニングに招待選手として参加したが、防御率4.05、WHIP1.50と結果を残せず、AAA級タコマ・レイニアーズで開幕を迎える。しかしタコマでも18試合の登板で2勝2敗、防御率5.12、WHIP1.54と結果を残せず、6月1日に自由契約となった。翌日にテキサス・レンジャーズとマイナー契約を結んだが、7月13日に自由契約となった。
2012年1月30日にニューヨーク・ヤンキースとマイナー契約を結んだ。オフの11月3日にFAとなった。
2013年1月30日にボルチモア・オリオールズとマイナー契約を結んだ。11月5日にFAとなった。12月2日にワシントン・ナショナルズとマイナー契約を結んだ。
2014年11月10日にナショナルズとマイナー契約で再契約した。
2015年6月7日に自由契約となる。

### メキシカンリーグ時代
2015年7月2日にメキシカンリーグのメキシコシティ・レッドデビルズと契約。
2016年2月2日に自由契約となり、サルティーヨ・サラペメーカーズと契約したが、2試合の登板で再び自由契約となる。

## 詳細情報

### 年度別投手成績
| 年 度     | 球 団     | 登 板 | 先 発 | 完 投 | 完 封 | 無 四 球 | 勝 利 | 敗 戦 | セ 丨 ブ | ホ 丨 ル ド | 勝 率 | 打 者 | 投 球 回 | 被 安 打 | 被 本 塁 打 | 与 四 球 | 敬 遠 | 与 死 球 | 奪 三 振 | 暴 投 | ボ 丨 ク | 失 点 | 自 責 点 | 防 御 率 | W H I P |
| --------- | --------- | ----- | ----- | ----- | ----- | -------- | ----- | ----- | -------- | ----------- | ----- | ----- | -------- | -------- | ----------- | -------- | ----- | -------- | -------- | ----- | -------- | ----- | -------- | -------- | ------- |
| 2005      | BOS       | 10    | 0     | 0     | 0     | 0        | 0     | 0     | 0        | 0           | ----  | 41    | 9.0      | 8        | 0           | 7        | 0     | 1        | 9        | 0     | 0        | 3     | 3        | 3.00     | 1.67    |
| 2006      | BOS       | 50    | 0     | 0     | 0     | 0        | 2     | 0     | 0        | 14          | 1.000 | 243   | 53.1     | 68       | 2           | 17       | 2     | 2        | 45       | 0     | 0        | 32    | 30       | 5.06     | 1.59    |
| 2007      | BOS       | 44    | 0     | 0     | 0     | 0        | 0     | 0     | 1        | 11          | ----  | 176   | 44.0     | 28       | 4           | 17       | 1     | 2        | 41       | 0     | 0        | 11    | 10       | 2.05     | 1.02    |
| 2008      | BOS       | 73    | 0     | 0     | 0     | 0        | 1     | 2     | 2        | 18          | .333  | 307   | 74.1     | 55       | 5           | 28       | 1     | 3        | 72       | 0     | 0        | 28    | 27       | 3.27     | 1.12    |
| 2009      | BOS       | 64    | 0     | 0     | 0     | 0        | 5     | 2     | 0        | 6           | .714  | 278   | 59.2     | 64       | 5           | 34       | 3     | 4        | 44       | 1     | 0        | 34    | 30       | 4.53     | 1.64    |
| 2010      | BOS       | 48    | 0     | 0     | 0     | 0        | 3     | 2     | 0        | 8           | .600  | 193   | 44.0     | 33       | 7           | 28       | 1     | 1        | 32       | 0     | 0        | 24    | 23       | 4.70     | 1.39    |
| 2010      | COL       | 9     | 0     | 0     | 0     | 0        | 0     | 2     | 0        | 0           | .000  | 41    | 8.1      | 12       | 1           | 4        | 1     | 0        | 6        | 1     | 0        | 6     | 6        | 6.48     | 1.92    |
| '10計     | COL       | 57    | 0     | 0     | 0     | 0        | 3     | 4     | 0        | 8           | .429  | 234   | 52.1     | 45       | 8           | 32       | 2     | 1        | 38       | 1     | 0        | 30    | 29       | 4.99     | 1.47    |
| 通算：6年 | 通算：6年 | 298   | 0     | 0     | 0     | 0        | 11    | 8     | 3        | 57          | .579  | 1279  | 292.2    | 268      | 24          | 135      | 9     | 13       | 249      | 2     | 0        | 138   | 129      | 3.97     | 1.38    |

- 2013年度シーズン終了時